# 가나 (성경의 지역)

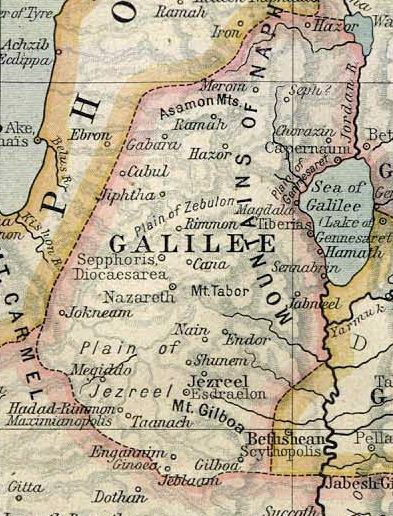
가나는 갈릴리 지역에 위치해 있다.

가나 또는 카나(그리스어: Κανὰ)는 신약성경 요한 복음서에 등장하는 갈릴리의 마을 가운데 하나이다.
요한의 복음서에 따르면, 예수 그리스도가 물이 포도주로 변하게 한 사건인 가나의 혼인잔치는 여기에서 일어났다.

## 같이 보기
- 가나의 혼인잔치